# 泡沬表孔珊瑚
泡沬表孔珊瑚（学名：Montipora spumosa）为軸孔珊瑚科表孔珊瑚屬下的一个种。